# Ho perso il mio amore
Ho perso il mio amore è un singolo della cantante italiana Arisa, pubblicato il 17 marzo 2017 dalla Borsi Records.
Il brano ha ricevuto una candidatura ai Nastri d'Argento 2017 come migliore canzone originale.

## Descrizione
Si tratta del primo lavoro della cantante successivo alla chiusura del rapporto professionale con la Warner Music Italy, con la quale era sotto contratto fin dagli esordi. Esso è stato scelto come colonna sonora del film La verità, vi spiego, sull'amore diretto da Max Croci.
Il brano, scritto da Cheope, Federica Abbate e Giuseppe Anastasi, è caratterizzato da atmosfere rétro unite ad un testo struggente e nostalgico.

## Accoglienza
Appena pubblicato il brano è entrato nella Top 15 di iTunes, inoltre ha ricevuto numerose recensioni positive tra cui quella del settimanale TV Sorrisi e Canzoni:

## Tracce
Testi e musiche di Cheope, Federica Abbate e Giuseppe Anastasi.
Download digitale
1. Ho perso il mio amore – 3:37

7"
- Lato A

1. Ho perso il mio amore – 3:37

- Lato B

1. Ho perso il mio amore (Acoustic Version) – 3:37